# Kellan Lutz
Kellan Christopher Lutz (* 15. března 1985 Dickinson, Severní Dakota) je americký herec. Proslavil se rolí Emmetta Cullena díky filmové sérii Stmívání. Zahrál si také roli Poseidona ve filmu Válka Bohů (2011), roli Tarzana ve snímku Tarzan (2013), Johna Smileeho ve snímku Expendables: Postradatelní 3 (2014) a Herkulese v Herkules: Zrození legendy (2014).

## Osobní život
Kellan Lutz má 6 bratrů a 1 sestru. Narodil se v Dickinsonu, Severní Dakotě. Když mu bylo 13 nebo 14, začal s modelingem. Po absolvování vysoké školy se přestěhoval do Kalifornie. Tam se zúčastnil Chapman University pro chemické inženýrství, ale herecká kariéra byla pro něj zajímavější.
Má rád extrémní skateboarding, baseball, basketball, lacrosse, plavání, tenis, racquetball, badminton, lyžování, snowboarding, tanec, ...
Kellan má úzké přátelství se svými hereckými kolegy z filmu Stmívání. Obzvlášť s Ashley Greene a Jacksonem Rathbonem, se kterými se zná už zdřívějška.
V říjnu 2017 se zasnoubil s moderátorkou a modelkou Brittany Gonzales. Dne 23. listopadu 2017 se dvojice vzala.
29. listopadu 2019 dvojice oznámila, že čekají prvního potomka. Brittany o holčičku přišla v 6.měsíci těhotenství. Tuto zprávu oznámila na svém instagramovém účtě 6. února 2020.
Ke konci roku 2020 dvojice oznámila, že čekají další holčičku.
Ashtyn Lilly Lutz se narodila 22. února 2021.
3. února 2022 Brittany na svém instagramovém profilu prostřednictvím videa oznámila další těhotenství.
Kasen Lane Lutz se narodil 10.8.2022

## Kariéra

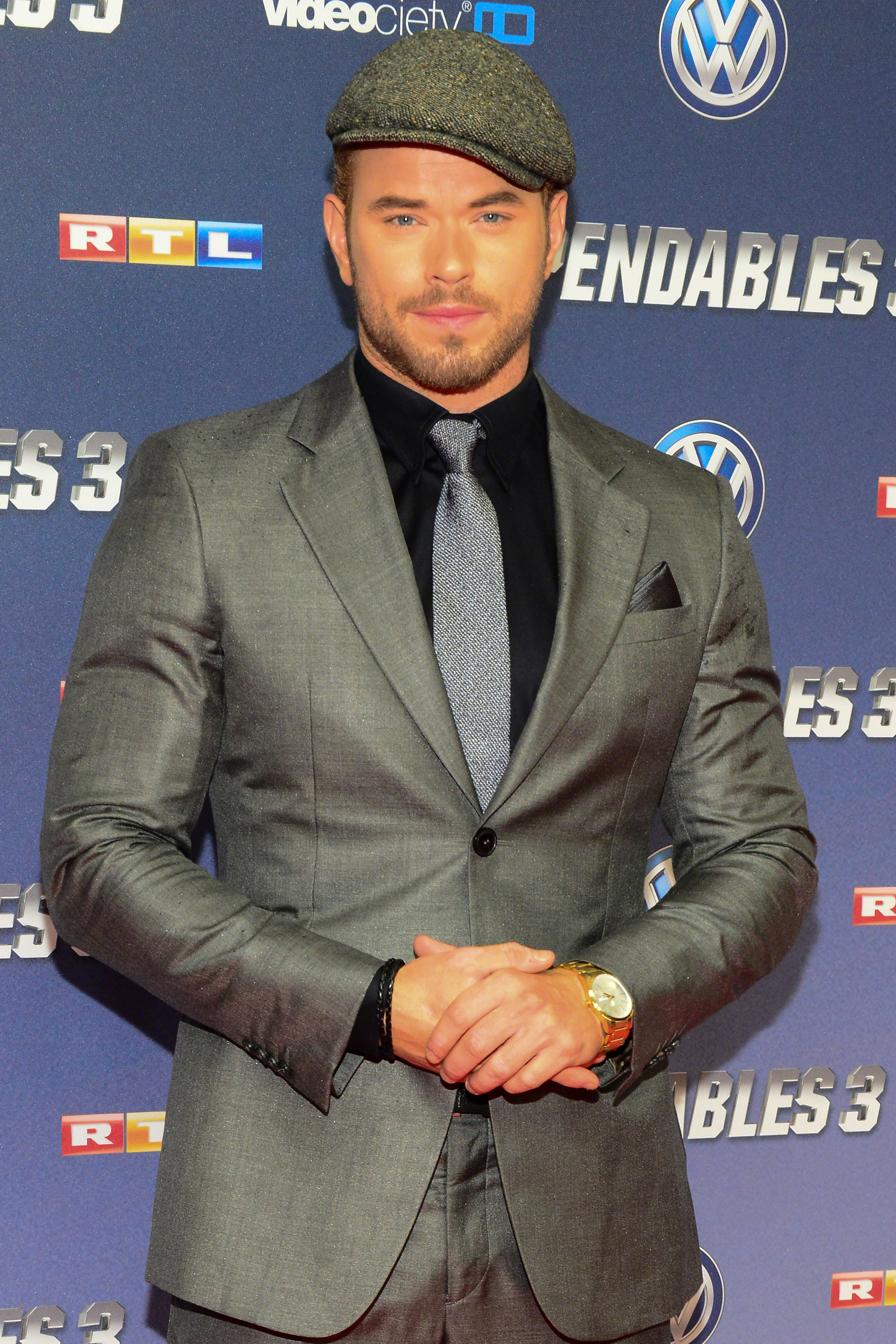
Kellan Lutz na premiéře filmu Expendables: Postradatelní 3

Objevoval se v mnoha televizních show. Opakovaně se objevoval v Model Citizens a The Comeback. Malé role měl i v epizodách The Bold and the Beautiful, CSI: NY, Summerland, Six Feet Under, Kriminálka Las Vegas, Kriminálka New York a Hrdinové. Objevil se také ve filmech Stick It, Accepted a Prom Night. V roce 2006 si zahrál v reklamě na parfém Hilary Duffové a pak o rok později se objevil v jejím videoklipu With Love. V roce 2008 si zahrál v dalším videoklipu tentokrát šlo o skupinu Hinder s písní Without You. V tom samém roce si zahrál v minisérii Generation Kill podle knihy Evan Wrighta.
V roce 2008 také dostal svou největší roli v sázeStmívání, kde hraje Emmetta Cullena.

## Filmografie

### Film
| Rok  | Název                                        | Role            | Poznámky |
| ---- | -------------------------------------------- | --------------- | -------- |
| 2006 | Rebelka                                      | Frank           |          |
| 2006 | Bezva vejška                                 | Dwayne          |          |
| 2007 | Ghosts of Goldfield                          | Chad            |          |
| 2008 | Maturitní ples                               | Rick Leland     |          |
| 2008 | Hladina adrenalinu                           | Mark Rider      |          |
| 2008 | Stmívání                                     | Emmett Cullen   |          |
| 2009 | Ztracený ostrov                              | Jake            |          |
| 2009 | Twilight sága: Nový měsíc                    | Emmett Cullen   |          |
| 2010 | Meskada                                      | Eddie Arlinger  |          |
| 2010 | Noční můra v Elm Street                      | Dean Russell    |          |
| 2010 | Twilight sága: Zatmění                       | Emmett Cullen   |          |
| 2011 | A Warrior's Heart                            | Conor Sullivan  |          |
| 2011 | Láska, svatba, manželství                    | Charlie         |          |
| 2011 | Aréna                                        | David Lord      |          |
| 2011 | Twilight sága: Rozbřesk – 1. část            | Emmett Cullen   |          |
| 2011 | Válka Bohů                                   | Poseidón        |          |
| 2012 | Twilight sága: Rozbřesk – 2. část            | Emmett Cullen   |          |
| 2013 | Java Heat                                    | Jake Travers    |          |
| 2013 | Syrup                                        | Sneaky Pete     |          |
| 2013 | Tarzan                                       | Tarzan (hlas)   |          |
| 2014 | Herkules: Zrození legendy                    | Herkules        |          |
| 2014 | Expendables: Postradatelní 3                 | John Smilee     |          |
| 2015 | Experimenter                                 | William Shatner |          |
| 2015 | Na vlastní pěst                              | Harry Turner    |          |
| 2016 | Money                                        | Mark            |          |
| 2017 | The Osiris Child: Science Fiction Volume One | Sy Lombrok      |          |
| 2018 | Nest                                         |                 |          |
| TBA  | Cigarette                                    | Robbie Reemer   |          |

### Televize
| Rok     | Název                | Role          | Poznámky                            |
| ------- | -------------------- | ------------- | ----------------------------------- |
| 2004    | Model Citizens       | Himself       | soutěžící                           |
| 2004    | Báječní a bohatí     | Rob           | díl: „1.4409“                       |
| 2005    | Kriminálka New York  | Alex Hopper   | díl: „Rozvětvené mosty souvislostí“ |
| 2005–14 | Návrat na výsluní    | Chris MacNess | 14 dílů                             |
| 2005    | Odpočívej v pokoji   | Critter       | díl: „Drž mě za ruku“               |
| 2005    | Kalifornské léto     | Fordie        | 2 díly                              |
| 2007    | Kriminálka Las Vegas | Chris Mullins | díl: „Prázdné oči“                  |
| 2007    | Hrdinové             | Andy          | díl: „Pět let poté“                 |
| 2008    | Generation Kill      | Jason Lilley  | limitovaná série                    |
| 2008–09 | 90210: Nová generace | George Evans  | 6 dílů                              |
| 2012    | Napálené celebrity   | Sám sebe      |                                     |
| 2012    | Studio 30 Rock       | Sám sebe      | díl: „Unwindulax“                   |
| 2015    | Bullseye             | Moderátor     |                                     |

### Internet
| Rok  | Název        | Role         | Poznámky |
| ---- | ------------ | ------------ | -------- |
| 2009 | Valley Peaks | Kyle McBride | 2 díly   |

### Music videos
| Rok  | Název               | Umělec      |
| ---- | ------------------- | ----------- |
| 2007 | „With Love“         | Hilary Duff |
| 2008 | „Without You“       | Hinder      |
| 2012 | „Put Your Hands Up“ | Matchbox 20 |